# Emilia Sykes

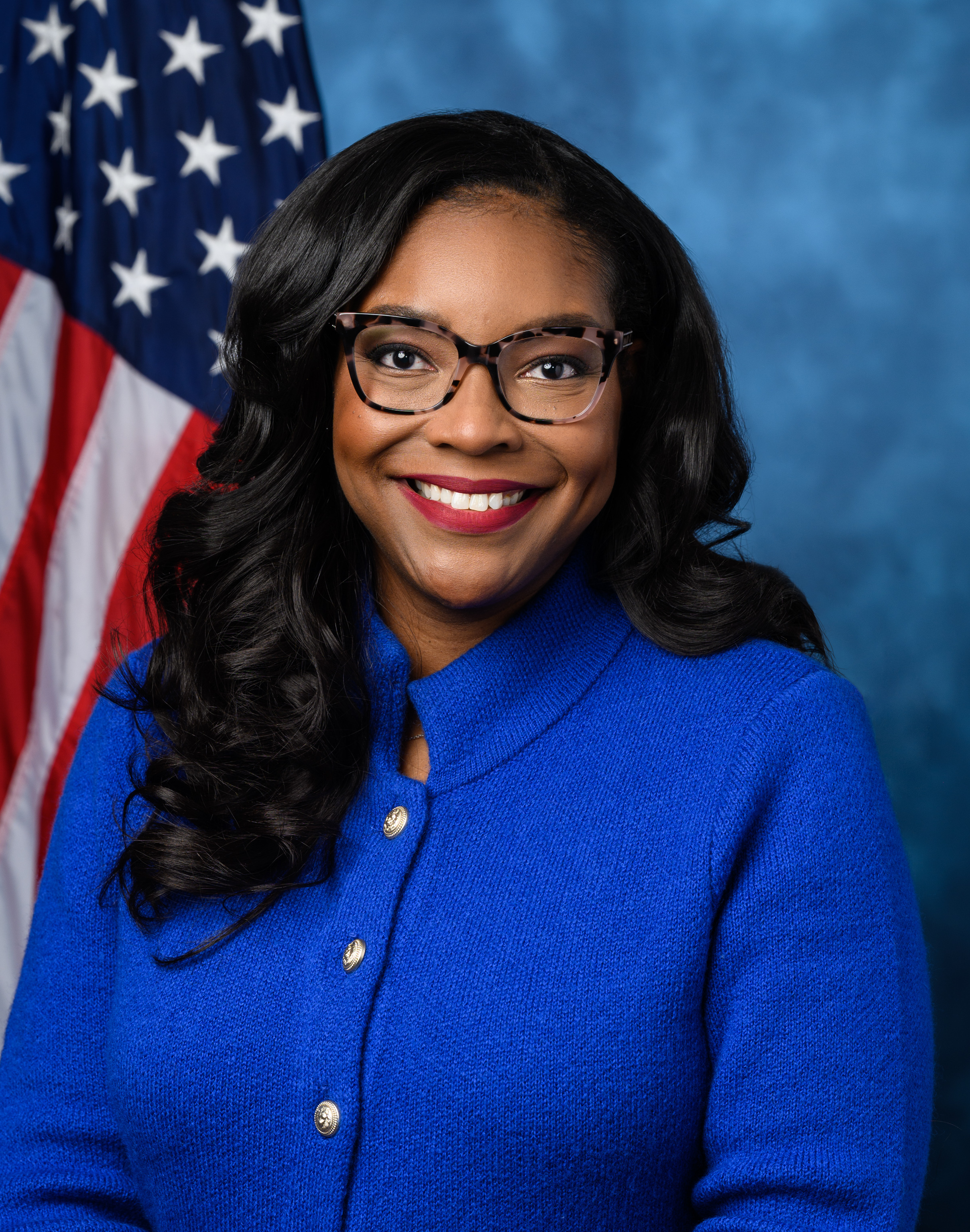
Emilia Sykes (2023)

Emilia Strong Sykes (* 4. Januar 1986 in Akron, Ohio) ist eine US-amerikanische Politikerin der Demokratischen Partei. Von Januar 2015 bis Januar 2023 vertrat sie den 34. Distrikt ihres Staates im Repräsentantenhaus von Ohio. Seit Januar 2023 ist sie Abgeordnete für den 13. Kongresswahlbezirk Ohios im Repräsentantenhaus der Vereinigten Staaten.

## Biografie
Emilia Sykes ist die Tochter von Vernon und Barbara Sykes, die beide politische Ämter im Bundesstaat Ohio vertreten. Sie wurde in Akron in Ohio geboren. In ihrer Jugend war sie als Gymnastin erfolgreich und trat bei den AAU Junior Olympics an. Sie erhielt ihren Bachelor of Arts in Psychologie an der Kent State University. Danach studierte sie an der University of Florida, wo sie mit einem Juris Doctor (J.D.) und einem Master of Public Health abschloss. Im Anschluss arbeitete sie unter anderem als Law Clerk beim Obersten Richter des U.S. Bankruptcy Court des nördlichen Bereichs von Georgia.
Sykes lebt in ihrer Geburtsstadt Akron.

## Politik

### Repräsentantenhaus von Ohio
Bei der Wahl für den 34. Distrikt des Repräsentantenhauses von Ohio im Jahr 2014 konnte sich Sykes mit rund 73 % der Stimmen gegen die Republikanerin Cynthia Blake durchsetzen. Sie folgt damit ihrem Vater, der durch die Begrenzung der Amtszeiten nicht mehr kandidieren durfte, der seinerseits ihrer Mutter gefolgt war. Die drei folgenden Wahlen zwischen 2016 und 2020 konnte sie ebenfalls gewinnen. Emilia Sykes wurde 2019 von der Demokratischen Fraktion zum Minority Leader gewählt.

### US-Repräsentantenhaus
Die Primary (Vorwahl) ihrer Partei für den 13. Distrikt zu den Wahlen 2022 am 3. Mai konnte sie ohne Gegenkandidaten gewinnen. Dadurch trat sie am 8. November 2022 gegen Madison Gesiotto Gilbert von der Republikanischen Partei an. Dieser Sitz wurde zuvor von Tim Ryan gehalten, der nicht erneut kandidierte, da er selbst – letztlich erfolglos – für die Wahl zum Senat der Vereinigten Staaten antrat. Sykes gewann die Wahl im November 2022 gegen die Republikanerin Madison Gesiotto Gilbert  mit 52,7 %. Nach ihrem Wahlsieg zog sie im Januar 2023 in den Kongress ein. Bei der folgenden Kongresswahl 2024 hatte sie in der Vorwahl keine Gegenkandidaten, während die Republikaner Kevin Coughlin aufstellten. Die wurde im November in der Hauptwahl mit 51,1 % in den 119. Kongress wiedergewählt. Sykes aktuelle zweite Legislaturperiode im Repräsentantenhaus des 119. Kongresses dauert bis zum 3. Januar 2027